# 毗蓝婆
毗蓝婆，佛教护法十罗刹女之一。

## 文学作品中的形象

### 西游记
在《西游记》中，她是昴日星官的母亲，居住在紫云山千花洞，隐居避世。在这部作品中，她的形象是道教与佛教混合的。如她虽被称作菩萨却穿着道姑服饰，她的儿子昴日星官在《西游记》中道教诸神的所在的天庭任职。